# Leucospis insularis
Leucospis insularis is een vliesvleugelig insect uit de familie Leucospidae. De wetenschappelijke naam is voor het eerst geldig gepubliceerd in 1900 door Kirby.